# RS1 (fusée)
Pour les articles homonymes, voir RS1.
RS1 est un lanceur léger américain qui a effectué son vol inaugural le 10 janvier 2023.
Cette fusée est développée par la start-up ABL Space Systems, basée à El Segundo en Californie. Celle-ci a été fondée en 2017 pour développer un lanceur à faible cout et mise en œuvre rapide grâce à une conception simplifiée et un recours important aux machines à commande numérique, à l'impression 3D et à l'automatisation des opérations de lancement.
Le lanceur haut de 26,8 mètres pour un diamètre de 1,83 mètre comprend deux étages propulsés par des moteurs-fusées développés en interne utilisant comme ergols le kérosène et l'oxygène liquide. Le lanceur bénéficie d'un carnet de commandes important (plus de 70 lancements en octobre 2021) émanant principalement de Lockheed Martin, un de ses actionnaires.
Le lanceur est finalement abandonné en 2024, quand l'entreprise décide de se tourner vers les activités militaires.

## Historique
Le lanceur léger RS1 est développé par la société ABL Space Systems, qui a été fondée en 2017 par Harry O'Hanley (ingénieur ayant occupé une position clé à SpaceX) et Dan Piemont (financier), est basée à El Segundo en Californie. Les fondateurs veulent développer un lanceur léger peu couteux à fabriquer et à lancer. Initialement le lanceur dont le prix annoncé est de 17 millions $ est conçu pour placer 900 kilogrammes en orbite basse avec un premier vol prévu au cours du troisième trimestre 2020.
Début février 2019, à l'issue d'une première phase de conception, le prix du lanceur est revu à la baisse (12 millions $) et sa capacité augmentée (1 200 kg en orbite basse) pour que la fusée reste attractive dans un marché caractérisé par une offre abondante. La fabrication des moteurs-fusées qui devant initialement être sous-traitée à Ursa Major Technologies est internalisée.
Le premier étage doit être propulsé par trois moteurs-fusées E1 d'une poussée unitaire de 191 kiloNewtons tandis que le deuxième étage est équipé avec un unique moteur E2 d'une poussée unitaire de 58 kN. Lockheed Martin, un des acteurs majeurs du spatial aux États-Unis, décide en juillet 2019 d'entrer dans le capital de ABL Space Systems. En août 2020 l'Armée de l'Air américaine investit 44,5 millions $ dans la société tandis que 49 millions $ de fonds privés sont collectés.
En octobre 2020, la société commence à tester sur banc d'essais le deuxième étage du lanceur équipé de son moteur E2. En octobre 2021, la société, qui a accumulé 75 commandes, lève 200 millions $ de fonds qui viennent s'ajouter aux 170 millions collectés en mars de la même année. Pour cette levée de fonds, la valeur de la société était évaluée à 2,4 milliards $. La société prévoit un vol inaugural fin 2021, huit lancements en 2022 et le double en 2023,. Le 19 janvier 2022, durant un test sur banc d'essais du deuxième étage du lanceur, celui-ci est détruit à la suite d'une défaillance sans faire de victimes.
Un nouveau second étage de la fusée RS1, fabriqué en trois semaines, a passé avec succès des tests de certification par la mise à feu de son moteur-fusée en mai 2022. Le premier étage conduit également avec succès un test de certification le 9 juillet 2022.
Un premier vol est effectué le 10 janvier 2023 et se conclut par le crash du lanceur sur son pas de tir qui est endommagé. Un second vol est ensuite programmé pour 2024 mais le second lanceur est détruit lors d'un tir statique le 19 juillet 2024.

## Caractéristiques techniques
RS1 est un lanceur non réutilisable bi-étage haut de 26,8 m pour un diamètre de 1,83 m. Sa structure est réalisée en aluminium monogrid. Les deux étages sont propulsés par des moteurs-fusées à ergols liquides brûlant un mélange de kérosène (grade Jet A ou RP-1, en fonction des disponibilités) et d'oxygène liquide. La fusée peut placer une charge utile de 1 350 kg en orbite terrestre basse (200 km) et 1 000 kg sur une orbite héliosynchrone (500 km), :
- Le premier étage est haut de 15,45 mètres pour un diamètre de 1,83 m. Il est propulsé par neuf moteurs-fusées à ergols liquides E2 développés en interne dont la poussée totale est de 484 kilonewtons. Ce moteur-fusée utilise un cycle générateur de gaz et est alimenté par deux turbopompes. Il brûle un mélange de kérosène et d'oxygène liquide. Les deux réservoirs comportent une paroi commune. Les ergols sont pressurisés par un gaz inerte. La séparation entre les premier et deuxième étages est réalisée à l'aide d'un système non pyrotechnique.
- Le deuxième étage est long de 5,35 mètres pour un diamètre identique à celui du premier étage. Il est propulsé par un unique moteur E2 optimisé pour le vide (tuyère allongée). Sa poussée est de 58 kN.
- La coiffe est métallique. Elle est haute de 5,2 m pour un diamètre de 2,59 m.

## Bases de lancement
RS1 pourra être lancé depuis les bases de Cape Canaveral, Wallops Island et Camden (dans le comté de Camden dans l'état de Géorgie) pour les orbites équatoriales ainsi que de Vandenberg (Californie) et Kodiak (Alaska) pour les orbites polaire et héliosynchrone. ABL s'est entendu avec la U.S. Space Force en mars 2023 pour pouvoir effectuer des lancements depuis le complexe de lancement LC-15 de la base de lancement de Cap Canaveral, en Floride,.

## Chronologie d'un lancement
Lors d'un lancement à destination de l'orbite héliosynchrone (600 kilomètres), le premier étage du lanceur RS1 achève sa phase propulsée 2 minutes 58 secondes après le décollage alors que l'altitude est de 98 kilomètres et la vitesse de 3,1 km/s. Le second étage est mis à feu 6 secondes plus tard. Le largage de la coiffe intervient 3 minutes et 16 secondes après le décollage à une altitude de 122 kilomètres. L'extinction du second étage se produit 7 minutes et 59 secondes après le décollage. Le lanceur qui se situe à une altitude de 600 km a alors une vitesse de 7,8 km/s. La charge utile se sépare du second étage 38 secondes plus tard.

## Prix et comparaison avec les autres lanceurs légers
Le prix catalogue du lanceur est de 12 millions $ (octobre 2021) soit 8 888 US$/kilogramme en orbite basse (200 km) et 12 000 US$ par kilogramme placé en orbite héliosynchrone (500 km). RS1 est en concurrence avec plusieurs lanceurs américains de la même catégorie :
| Lanceur                                    | Prix (millions US$) | Charge utile (kg) (orbite basse) | Prix au kg (US$) | Charge utile (kg) (orbite héliosynchrone 500 km) | Prix au kg (US$) | Statut du lanceur (mars 2023)      |
| ------------------------------------------ | ------------------- | -------------------------------- | ---------------- | ------------------------------------------------ | ---------------- | ---------------------------------- |
| Terran 1                                   | 12                  | 1 250                            | 9 600            | 900                                              | 13 333           | En attente d'un premier vol réussi |
| LauncherOne                                | 12                  | 500                              | 24 000           | 300                                              | 40 000           | Opérationnel                       |
| Electron                                   | 7,5                 | 300                              | 25 000           | 200                                              | 37 500           | Opérationnel                       |
| Firefly Alpha                              | 15                  | 1 170                            | 12 820           | 745                                              | 20 134           | Opérationnel                       |
| RS1                                        | 12                  | 1 350                            | 8 888            | 1 000                                            | 12 000           | En attente d'un premier vol réussi |
| SpaceX Rideshare (Falcon 9, lanceur moyen) | 1,1                 |                                  |                  | 200                                              | 5 500            | Opérationnel                       |

## Historique de lancements
ABL a réalisé au total un lancement de démonstration (janvier 2022), qui est un échec.
Nombre annuel de lancements réalisés par ABL et leur réussite
- Succès
- Succès partiels
- Échecs
- Prévu

| Vol n°                | Nom | Date            | Pas de tir           | Charge utile                                  | Orbite                                        | Résultat |
| --------------------- | --- | --------------- | -------------------- | --------------------------------------------- | --------------------------------------------- | -------- |
| 1                     | DEMO-1 | 10 janvier 2023 | Kodiak, LP-3C        | VariSat 1A & 1B ( OmniTeq)                    | Orbite polaire (inclinaison 87°) 200 x 350 km | Échec    |
| 1                     | Lancement inaugural de la fusée RS1. Initialement planifié pour un décollage depuis Vandenberg, mais finalement effectué depuis Kodiak. Les moteurs du premier étage se sont éteint environ 11 secondes après le décollage et la fusée s'est écrasée près de son pas de tir. |                 |                      |                                               |                                               |          |
| Lancements programmés | |                 |                      |                                               |                                               |          |
| 2                     | DEMO-2 | 2023            | Kodiak, LP-3C        | 2 CubeSats                                    | Orbite polaire (inclinaison 87°) 200 x 350 km | Prévu    |
| 2                     | Second lancement de RS1. |                 |                      |                                               |                                               |          |
| -                     | | 2023            | Cap Canaveral, LC-48 | 2 x KuiperSat (Amazon)                        | Orbite basse circulaire de 590 km             | Prévu    |
| -                     | Lancement de deux satellites pour la future mégaconstellation de télécommunication Kuiper. Premier vol depuis Cap Canaveral. |                 |                      |                                               |                                               |          |
| -                     | | 2023            | Inconnu              | Plusieurs charges utiles (Lockheed Martin)    | Inconnu                                       | Prévu    |
| -                     | Premier vol d'un contrat pour 58 lancements, dont 26 d'ici 2025, pour le compte de Lockheed Martin. |                 |                      |                                               |                                               |          |
| -                     | UK Pathfinder | 2023            | SaxaVord             | 6 Cubesats 6U (Lockheed Martin)               | Orbite héliosynchrone                         | Prévu    |
| -                     | Lancement orbital inaugural de la base de lancement de SaxaVord et premier lancement de RS1 depuis les Iles Shetland. Le vol devait initialement décoller depuis Sutherland mais Lockheed Martin, avec l'accord de l'agence spatiale du Royaume-Uni, change le site de lancement en raison de prérequis techniques conflictuels avec Orbex, l'autre entreprise prévoyant effectuer des vols depuis la base de lancement. |                 |                      |                                               |                                               |          |
| -                     | NASA Cryogenic Demonstration Mission | 2023            | Inconnu              | Démonstrateur technologique (Lockheed Martin) | Orbite basse                                  | Prévu    |
| -                     | Contrat de 89,7 millions US$ pour lancer un démonstrateur technologique de transfert d'ergol cryogéniques en orbite. Le contrat avait d'abord été accordé à l'entreprise Momentus pour un lancement sur la fusée Terran 1, mais a été modifié en avril 2021 pour ne plus inclure Momentus et effectuer le lancement avec RS1.                                                                                            |                 |                      |                                               |                                               |          |
| -                     | | Inconnu         | Inconnu              | charge utile militaire (U.S. Air Force)       | Orbite basse                                  | Prévu    |
| -                     | Accord signé avec la Defense Innovation Unit en mai 2021 pour le déploiement d'un satellite expérimental |                 |                      |                                               |                                               |          |